# Малая (Пермский край)
Малая — деревня в Пермском районе Пермского края. Входит в состав Сылвенского сельского поселения.

## Географическое положение
Расположена на берегу реки Малая вблизи места её впадении в реку Лядовка, примерно в 17 км к северо-западу от административного центра поселения, посёлка Сылва.

## Население
| 2010 |
| ---- |
| 444  |

## Улицы[2]
- Береговая ул.
- Владимирская ул.
- Дачная ул.
- Ключевая ул.
- Логовая ул.
- Новая ул.
- Полевая ул.
- Полевой пер.
- Трактовая ул.
- Трактовый пер.
- Центральная ул.
- Центральный пер.
- Школьная ул.
- Школьный 1-й пер.
- Школьный 2-й пер.

## Топографические карты
- Лист карты O-40-66 Сылва. Масштаб: 1 : 100 000. Издание 1977 г.